# Vittorio di Cesarea
Vittorio di Cesarea o San Vittorio Martire (data di nascita e di morte sconosciute) è stato un militare romano che tutte le Chiese venerano come santo. È l'unico santo a portare questo nome.

## Agiografia
Era elencato nel Martirologio Geronimiano, che lo citava al 21 maggio (giorno in cui lo venera la Chiesa cattolica) assieme agli altri due martiri Polieuto e Donato. Da lì il suo nome transitò verso il Martirologio Romano, tuttavia senza che ne venisse stesa un'agiografia. Della sua vita, spesso confusa con quella di santi quasi omonimi (Vittore in particolare), non si conosce quasi nulla.
La tradizione vuole che sia stato un soldato dell'esercito romano il quale, venuto in contatto con la nuova religione cristiana, si convertì. Durante una persecuzione dei cristiani (secondo alcune ipotesi avvenuta sotto l’imperatore Traiano, secondo altre sotto Diocleziano) subì il martirio a Cesarea di Cappadocia insieme a due suoi compagni, i martiri Polieuto e Donato.
Nel 1703 le sue spoglie furono traslate dalla catacomba di Calepodio alla chiesa del convento di Sant'Antonio al Monte, a Rieti, dove sono ancora oggi visibili sotto l'altare maggiore.
Reliquie di San Vittorio si trovano presso la chiesa dello Spirito Santo di Torino, conservate sotto la mensa dell'altare maggiore. Furono date da papa Benedetto XIV con bolla pontificia, e consegnate il 4 maggio 1743.

## Culto
Il suo culto ebbe notevole diffusione in Italia soprattutto grazie alla Casa Savoia, di cui diversi sovrani e principi portarono il nome.
In Inghilterra cominciò ad essere particolarmente venerato a seguito della salita al trono della regina Vittoria ed al suo lunghissimo regno, ricordato oggi col nome di età vittoriana.
Il santo è portato a esempio di coraggio e di fede incrollabile; monito a rimanere fermi nei propri principi e nella propria fede, anche di fronte alle avversità più estreme; modello di virtù cristiana, in particolare per la sua lealtà a Cristo fino alla morte.
Nell'iconografia è usualmente raffigurato con indosso una tunica bianca oppure la lorica di soldato romano; regge in mano una spada, e nell'altra la palma simbolo del martirio.
È invocato contro il fulmine, la grandine e gli spiriti maligni.